# Act: Sweet Mirage
El Act: Sweet Mirage (estilizado como ACT:SWEET MIRAGE) es la segunda gira mundial de conciertos del grupo surcoreano TXT. La gira comenzó en Seúl el 25 de marzo de 2023 y finalizó el 3 de diciembre de 2023 en la misma ciudad.

## Antecedentes
El 15 de enero de 2023, Big Hit Music anunciaría la gira mundial en las diversas redes sociales, con fechas en Corea del Sur, Singapur, Taiwan, Japón y Estados Unidos. El mismo día se revelaría que las fechas en Seúl también serían transmitidas en vivo. Con el transcurso del tiempo se añadirían fechas extras en Los Ángeles, Taipei y Osaka debido a la alta demanda. El 1 de mayo se anunciaron fechas en Singapur y Filipinas.

## Repertorio
El repertorio presentado fue interpretado en la primera fecha de Seúl, puede variar en los demás conciertos.
1. «Blue Hour»
2. «Can't We Just Leave The Monster Alive»
3. «Drama»
4. «No Rules»
5. «Cat & Dog»
6. «9 And Three Quarters (Run Away)»
7. «We Lost The Summer»
8. «Can't You See Me»

Acto II
1. «0X1=Lovesong (I Know I Love You)»
2. «Loser=Lover»
3. «Dear Sputnik»
4. «Magic»
5. «Opening Sequence»
6. «Anti-Romantic»
7. «Eternally»

Acto III
1. «Good Boy Gone Bad»
2. «Tinnitus (Wanna Be A Rock)»
3. «Devil By The Window»
4. «Angel Or Devil»
5. «Ice Cream»
6. «Happy Fools»
7. «Sugar Rush Ride»

Encore
1. «Farewell, Neverland»
2. «Blue Spring»
3. «Our Summer»

## Fechas
| Fecha                  | Ciudad         | País           | Recinto                              | Asistencia | Recaudación |
| Asia                   | Asia           | Asia           | Asia                                 | Asia       | Asia        |
| ---------------------- | -------------- | -------------- | ------------------------------------ | ---------- | ----------- |
| 25 de marzo de 2023    | Seúl           | Corea del Sur  | KSPO Dome                            | 21,445     | $2,460,263  |
| 26 de marzo de 2023    | Seúl           | Corea del Sur  | KSPO Dome                            | 21,445     | $2,460,263  |
| 1 de abril de 2023     | Singapur       | Singapur       | Singapore Indoor Stadium             | 7,830      | $1,638,463  |
| 4 de abril de 2023     | Taipei         | Taiwán         | Taipei Nangang Exhibition Center     | 16,042     | $2,683,356  |
| 5 de abril de 2023     | Taipei         | Taiwán         | Taipei Nangang Exhibition Center     | 16,042     | $2,683,356  |
| 14 de abril de 2023    | Osaka          | Japón          | Maruzen Intec Arena Osaka            | 17,204     | $1,729,151  |
| 15 de abril de 2023    | Osaka          | Japón          | Maruzen Intec Arena Osaka            | 17,204     | $1,729,151  |
| 18 de abril de 2023    | Saitama        | Japón          | Saitama Super Arena                  | 40,390     | $3,808,158  |
| 19 de abril de 2023    | Saitama        | Japón          | Saitama Super Arena                  | 40,390     | $3,808,158  |
| 25 de abril de 2023    | Kanagawa       | Japón          | Yokohama Arena                       | 22,497     | $2,138,380  |
| 26 de abril de 2023    | Kanagawa       | Japón          | Yokohama Arena                       | 22,497     | $2,138,380  |
| 29 de abril de 2023    | Aichi          | Japón          | Nagoya International Exhibition Hall | 27,234     | $2,567,417  |
| 30 de abril de 2023    | Aichi          | Japón          | Nagoya International Exhibition Hall | 27,234     | $2,567,417  |
| Norteamérica           |                |                |                                      |            |             |
| 6 de mayo de 2023      | Charlotte      | Estados Unidos | Spectrum Center                      | 12,662     | $1,815,180  |
| 9 de mayo de 2023      | Belmont Park   | Estados Unidos | UBS Arena                            | 22,506     | $3,007,000  |
| 10 de mayo de 2023     | Belmont Park   | Estados Unidos | UBS Arena                            | 22,506     | $3,007,000  |
| 16 de mayo de 2023     | Washington D.C | Estados Unidos | Capital One Arena                    | 12,073     | $1,813,778  |
| 19 de mayo de 2023     | Duluth         | Estados Unidos | Gas South Arena                      | 17,804     | $2,645,964  |
| 20 de mayo de 2023     | Duluth         | Estados Unidos | Gas South Arena                      | 17,804     | $2,645,964  |
| 23 de mayo de 2023     | San Antonio    | Estados Unidos | AT&T Center                          | 24,456     | $3,386,859  |
| 24 de mayo de 2023     | San Antonio    | Estados Unidos | AT&T Center                          | 24,456     | $3,386,859  |
| 27 de mayo de 2023     | Los Ángeles    | Estados Unidos | BMO Stadium                          | 46,757     | $7,535,828  |
| 28 de mayo de 2023     | Los Ángeles    | Estados Unidos | BMO Stadium                          | 46,757     | $7,535,828  |
| Asia                   |                |                |                                      |            |             |
| 1 de julio de 2023     | Osaka          | Japón          | Kyocera Dome Osaka                   | 71,757     | $6,558,855  |
| 2 de julio de 2023     | Osaka          | Japón          | Kyocera Dome Osaka                   | 71,757     | $6,558,855  |
| 9 de agosto de 2023    | Yakarta        | Indonesia      | Beach City International Stadium     | 7,231      | $1,159,708  |
| 13 de agosto de 2023   | Bulacán        | Filipinas      | Philippine Arena                     | 10,886     | $1,720,917  |
| Finale                 |                |                |                                      |            |             |
| 2 de diciembre de 2023 | Seúl           | Corea del Sur  | Gocheok Sky Dome                     | 25,043     | $3,078,189  |
| 3 de diciembre de 2023 | Seúl           | Corea del Sur  | Gocheok Sky Dome                     | 25,043     | $3,078,189  |
| Total                  | Total          | Total          | Total                                | 403,817    | $49,747,466 |